# Aquilla
Pour les articles ayant des titres homophones, voir Aquila.
Aquilla est une municipalité américaine du comté de Hill au Texas. Au recensement de 2010, Aquilla comptait 109 habitants.